# Edmund de Waal
Edmund Arthur Lowndes de Waal (nacido el 10 de septiembre de 1964) es un artista inglés contemporáneo, maestro ceramista y autor. Es conocido por sus instalaciones a gran escala de vasijas de porcelana, a menudo creadas en respuesta a colecciones y archivos o la historia de un lugar en particular. El libro de De Waal La liebre con ojos de ámbar recibió el premio Costa Book de biografía, el premio Ondaatje de la Royal Society of Literature en 2011 y el premio de literatura de no ficción Windham-Campbell en 2015. El segundo libro de De Waal, The White Road, que traza su viaje para descubrir la historia de la porcelana, se publicó en 2015. Vive y trabaja en Londres.

## Primeros años de vida
De Waal nació en Nottingham, Inglaterra, hijo de Esther Aline (de soltera Lowndes-Moir), una renombrada historiadora y experta en mitología celta, y de Victor de Waal, capellán de la Universidad de Nottingham que luego se convirtió en decano de la Catedral de Canterbury. Su abuelo fue Hendrik de Waal, un empresario holandés que se mudó a Inglaterra. Su abuela paterna Elisabeth y su bisabuelo Viktor von Ephrussi eran miembros de la familia Ephrussi, cuya historia se narra en La liebre de ojos de ámbar. La primera novela de Elisabeth de Waal, The Exiles Return, fue publicada por Persephone Books en 2013. Los hermanos de De Waal incluyen al abogado John de Waal (esposo de la autora Kit de Waal), Alex de Waal, quien es director de la World Peace Foundation, y el experto en el Cáucaso Thomas de Waal.

## Educación y primeros trabajos de cerámica.
El interés de De Waal por la cerámica comenzó a la edad de cinco años cuando participó en una clase nocturna en la Lincoln School of Art, esta temprana introducción a la cerámica influyó en el entusiasmo posterior de De Waal por seguir una práctica artística basada en la cerámica.
De Waal fue educado en The King's School, Canterbury, donde el alfarero Geoffrey Whiting (1919-1988), alumno de Bernard Leach, le enseñó cerámica. A los 17, de Waal comenzó un aprendizaje de dos años con Whiting, postergando su ingreso a la Universidad de Cambridge. Durante el aprendizaje, de Waal fabricó cientos de vasijas de barro y gres, como cazuelas y tarros de miel. En 1983, de Waal ocupó su lugar en el Trinity Hall, Cambridge, como lector de inglés. Recibió una beca en 1983 y se graduó con honores de primera clase en 1986.
Después de graduarse, de Waal comenzó a seguir la disciplina de la cerámica de estudio británica, para crear vasijas domésticas económicas con buenos colores en tonos tierra. Se mudó a Herefordshire, donde construyó un horno e instaló una alfarería que fabricaba ollas de gres funcionales en la tradición de Leach, pero la empresa no tuvo éxito financiero. En 1988, de Waal se mudó al centro de la ciudad de Sheffield y comenzó a experimentar con el trabajo en porcelana.
En 1990 obtuvo una Beca de la fundación anglo-japonesa Daiwa, en virtud de la cual pasó un año obteniendo un diploma de posgrado en lengua japonesa en la Universidad de Sheffield y continuó un año adicional de estudios. Mientras estudiaba en Japón en el estudio Mejiro Ceramics, de Waal también trabajó en una monografía de Bernard Leach, investigando sus artículos y diarios en la sala de archivos del Museo de Artesanía Popular Japonesa. Durante este tiempo, de Waal comenzó a hacer series de jarras de porcelana con lados gestuales empujados hacia adentro, dispuestos en grupos y secuencias.
Edmund de Waal tenía diecisiete años cuando vio por primera vez la colección netsuke en Japón, que se convertiría en algo tan decisivo para su vida como lo fue para su tío abuelo Iggie, que vivió allí. De Waal admite que las figuras encarnaron inicialmente todo lo que a él, el gran devoto de Japón, no le gustaba de la cultura japonesa. Las encontró "feas, demasiado cuidadosas e insoportablemente lindas". Pero luego habría de encariñarse con ellas.

## Arte y cerámica

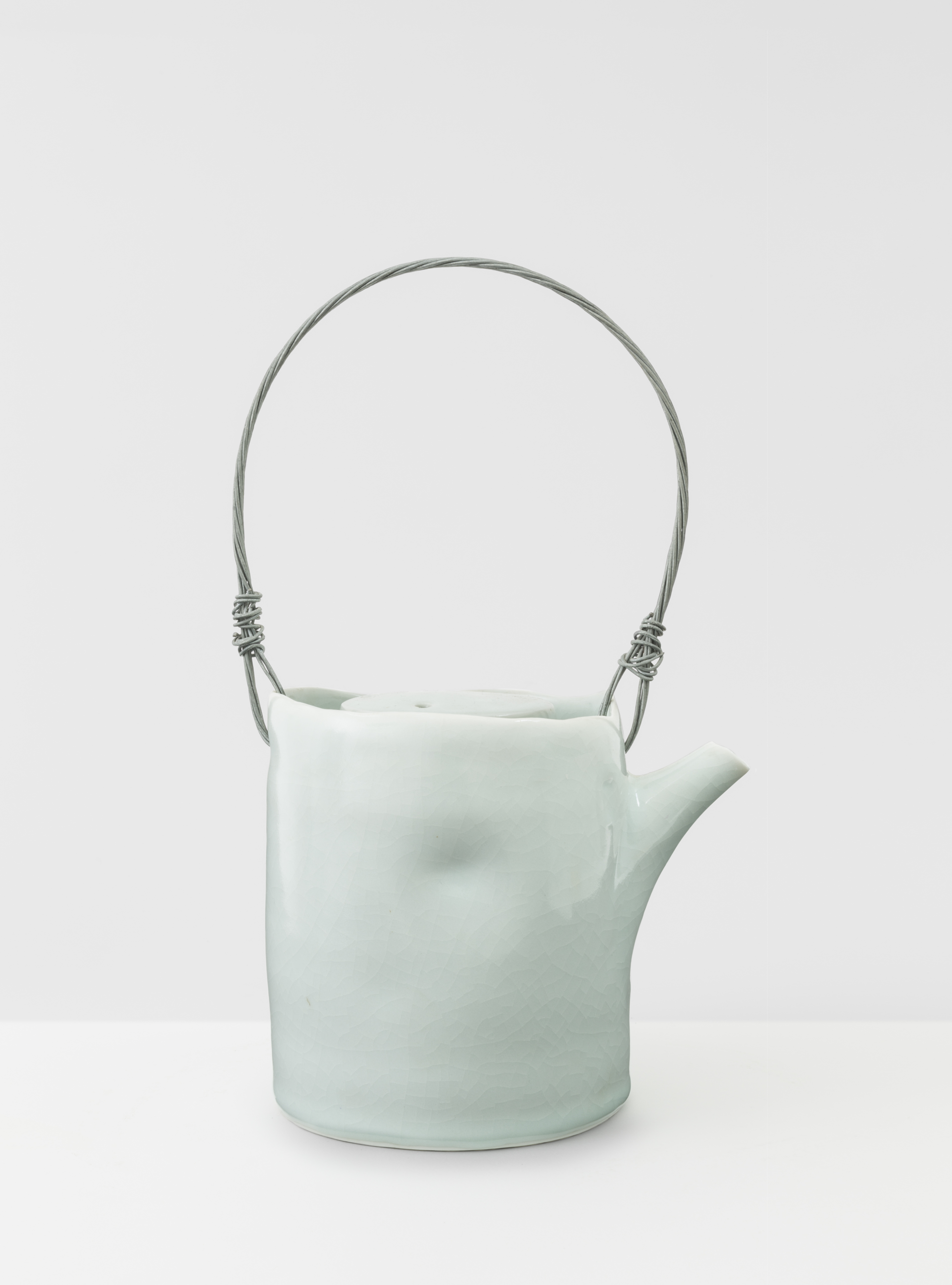
Tetera, 1997: uno de los primeros trabajos en porcelana de Waal

A su regreso a Gran Bretaña en 1993, de De Waal se instaló en Londres y comenzó a hacer su distintiva cerámica, porcelana con vidriado de celadón. Centrándose en formas de vasijas esencialmente clásicas, pero con la inclusión de muescas o pellizcos y variaciones sutiles en el tono y la textura en el estilo que de Waal comenzó mientras estaba en Japón, estas vasijas ganaron lentamente la atención de la industria artesanal británica, lo que llevó a su primera exposición en Egg London. en 1995.
A finales de la década de 1990 y principios de la de 2000, la práctica de la cerámica de Waal estuvo fuertemente influenciada por el modernismo, en particular el movimiento Bauhaus. Esto llevó a la creencia de De Waal de que Oriente y Occidente pueden encontrarse en la materialidad de la porcelana; por ejemplo, el espíritu de la dinastía Song de China puede encontrarse con el espíritu modernista de la Bauhaus.

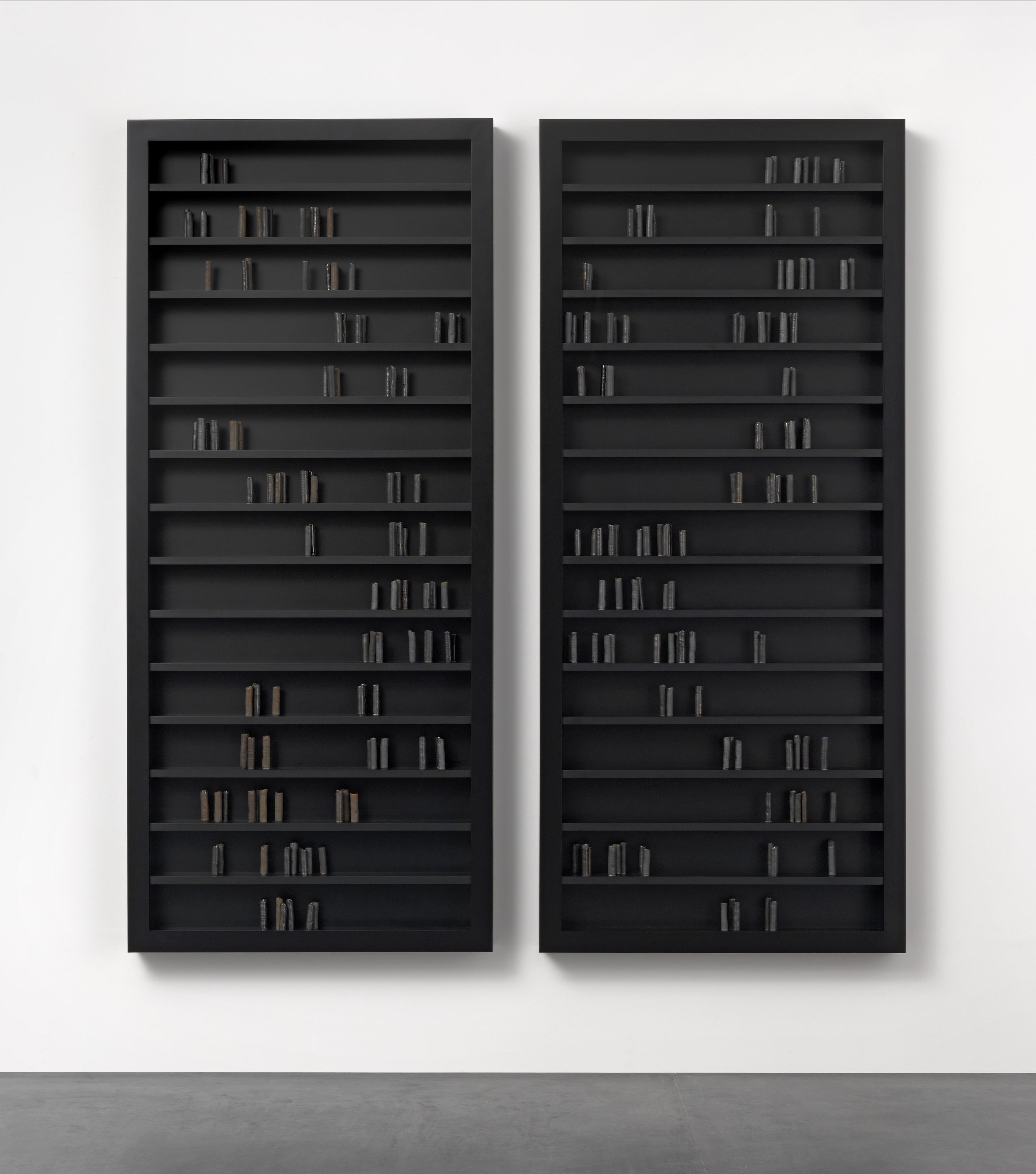
leche negra, 2015, in situ en el London Studio de Edmund de Waal

En los años transcurridos desde el año 2000, de Waal pasó de fabricar y exhibir vasijas de un solo uso doméstico a la producción de grupos de vasijas y objetos para ser vistos en relación con aberturas y espacios, y más tarde pasó a vitrinas predominantemente montadas en la pared e independientes llenas de diversas vasijas de porcelana y, más recientemente, la adición de diferentes tipos de metales, dorados metálicos, fragmentos de porcelana y láminas de porcelana con escritura en relieve. En una entrevista de 2017 realizada en preparación para la exposición de De Waal en Artipelag, Suecia, de Waal explicó su proceso artístico y su atracción por la porcelana como material:
"cuando necesito hacer algo, a menudo estoy hipnotizado o atormentado por una idea o por una pieza de poesía. Una línea de poesía, una palabra a veces, o una pieza musical, o un espacio en el que he estado pensando, un lugar particular que quiero cuestionar haciendo algo para él. Entonces, hay todas estas diferentes posibilidades cuando empiezo. Estoy arraigado en la historia, la historia y la cultura de los materiales que utilizo, esta extraordinaria historia de porcelana de dos mil años. No uso este material a la ligera. No es un material ligero. Tiene una resonancia increíble, un poder increíble."

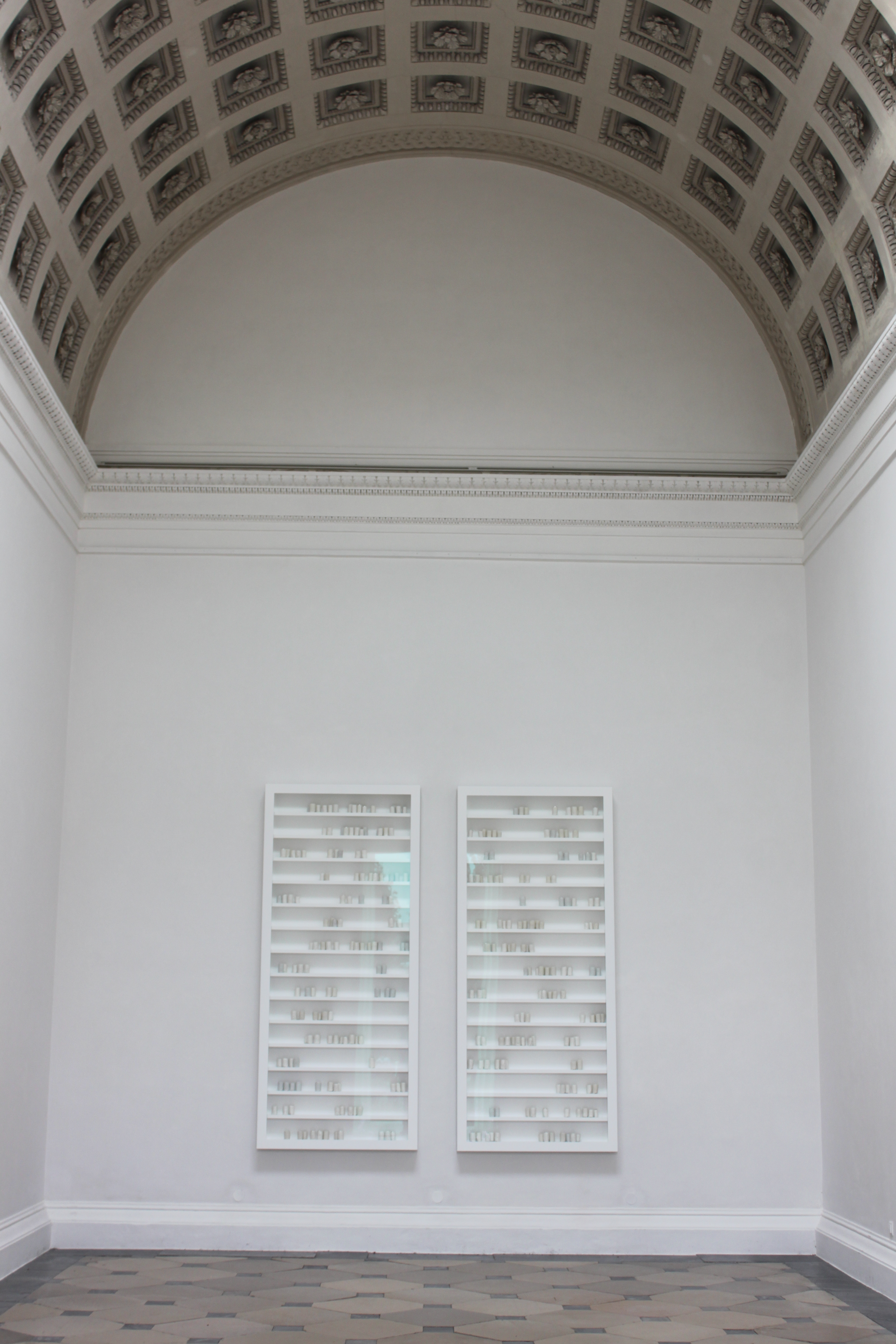
Lichtzwang, 2014. Instalado en el Templo de Teseo, Viena.

En 2013, BBC One transmitió un documental Imagine en el cual se siguió a De Waal durante un año mientras se preparaba para su exposición debut en Nueva York, Atemwende en la Galería Gagosian; titulado e inspirado en una colección de poesía del poeta emigrado alemán Paul Celan.
De Waal discutió la influencia de la música y el sonido en su práctica artística en varias entrevistas, incluido el programa Private Passions de BBC Radio 3, BBC Desert Island Discs y en una entrevista de 2017, de Waal mencionó: "Obviamente estoy en algún espectro donde para mí los objetos en realidad tienen un sonido muy potente. Literalmente los escucho cuando los apago". De Waal reproduce además música grabada en voz alta en su estudio mientras realiza y ensambla su trabajo, lo que proporciona "un paisaje en el que [él] está" cuando trabaja. Ha colaborado con músicos en varios proyectos, entre ellos Psalm, en 2015 del compositor escocés Martin Suckling con la Orquesta Aurora; y una pieza sonora atmosférica de Simon Fisher Turner como parte de la exposición Schindler House de 2017.

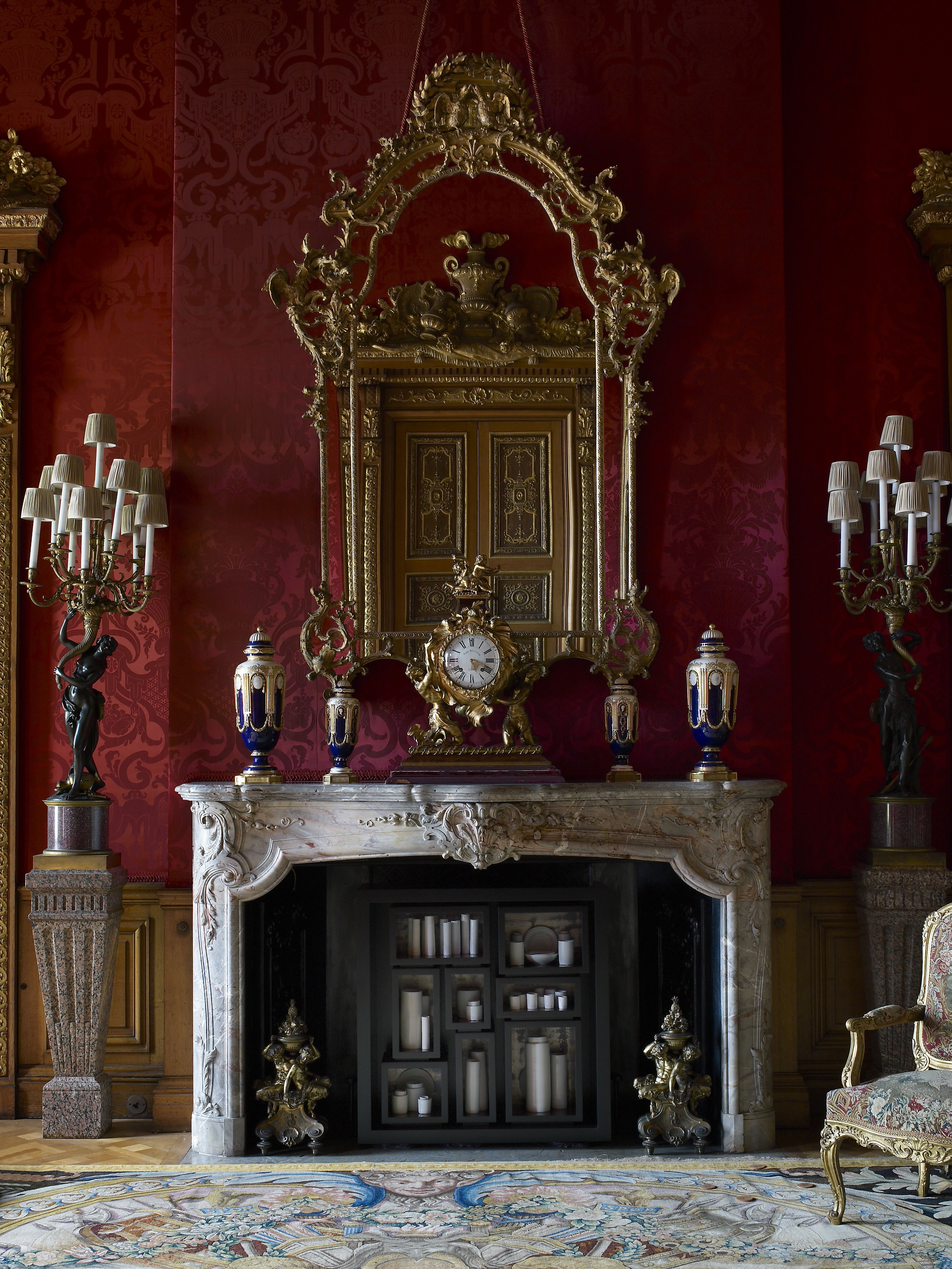
sobre las propiedades del fuego, 2012. Instalado en Waddesdon Manor, Buckinghamshire.

De Waal ha exhibido importantes instalaciones en Chatsworth, Kettle's Yard, Tate Britain, Fitzwilliam Museum, Southwark Cathedral, Kunsthistorisches Museum (incluyendo un encargo para el Theseustempel en el Volksgarten de Viena) y el Museo de Victoria y Alberto.
En 2012 recibió su primer encargo de arte público al aire libre, para el edificio Alison Richard en el sitio Sidgwick de la Universidad de Cambridge, donde creó A Local History, que consiste en tres vitrinas llenas de porcelana para sentarse debajo del pavimento que rodea el edificio. En 2015, de Waal organizó la exposición White en la Real Academia de Arte Library and Print Room. El "proyecto... pone objetos en diálogo entre sí y con los espacios que los rodean" e incluía obras de Ai Weiwei, Suprematist Teapot de Kazimir Malevich y la paleta de porcelana de J. M. W. Turner. En septiembre de 2016, de Waal colaboró con el artista Ai Weiwei para co-comisariar una exposición, Kneaded Knowledge: The Language of Ceramics en la Galería Nacional de Praga y Kunsthaus Graz, explorando la historia de la arcilla. La exposición contó con obras de ambos artistas y de otros artistas destacados que trabajan en cerámica, incluidos Pablo Picasso, Lucio Fontana, Isamu Noguchi, Lucie Rie y Peter Voulkos.
Desde 2016, de Waal ha continuado trabajando con instituciones artísticas y culturales para instalar su trabajo en relación y diálogo con colecciones de museos existentes como la Colección Frick, espacios arquitectónicos históricos como la Casa Schindler y el Ateneo Veneto, y con museos judíos tanto en Venecia como en Viena. De Waal hizo su debut en el Royal Ballet en la temporada 2017-18 diseñando el nuevo ballet de Wayne McGregor, Yugen, en la Royal Opera House. Ambientada en The Chichester Psalms, la producción formó parte de un programa que celebraba el centenario del nacimiento de Leonard Bernstein.
De Waal es patrocinador de Paintings in Hospitals, una organización benéfica que proporciona arte para la salud y la atención social en Inglaterra, Gales e Irlanda del Norte, y de 2015 a 2020 fue fideicomisario del National Saturday Club, una organización benéfica educativa para gente joven. En 2018 fue reelegido miembro del Comité Asesor de Royal Mint por otro período de cinco años. De 2004 a 2011 fue profesor de Cerámica en la Universidad de Westminster y fideicomisario del Victoria & Albert Museum de 2011 a 2019. Ha sido fideicomisario de Gilbert Trust desde 2013 y en 2020 se convirtió en miembro cooptado del Museo de la Infancia V&A.

## Escritura

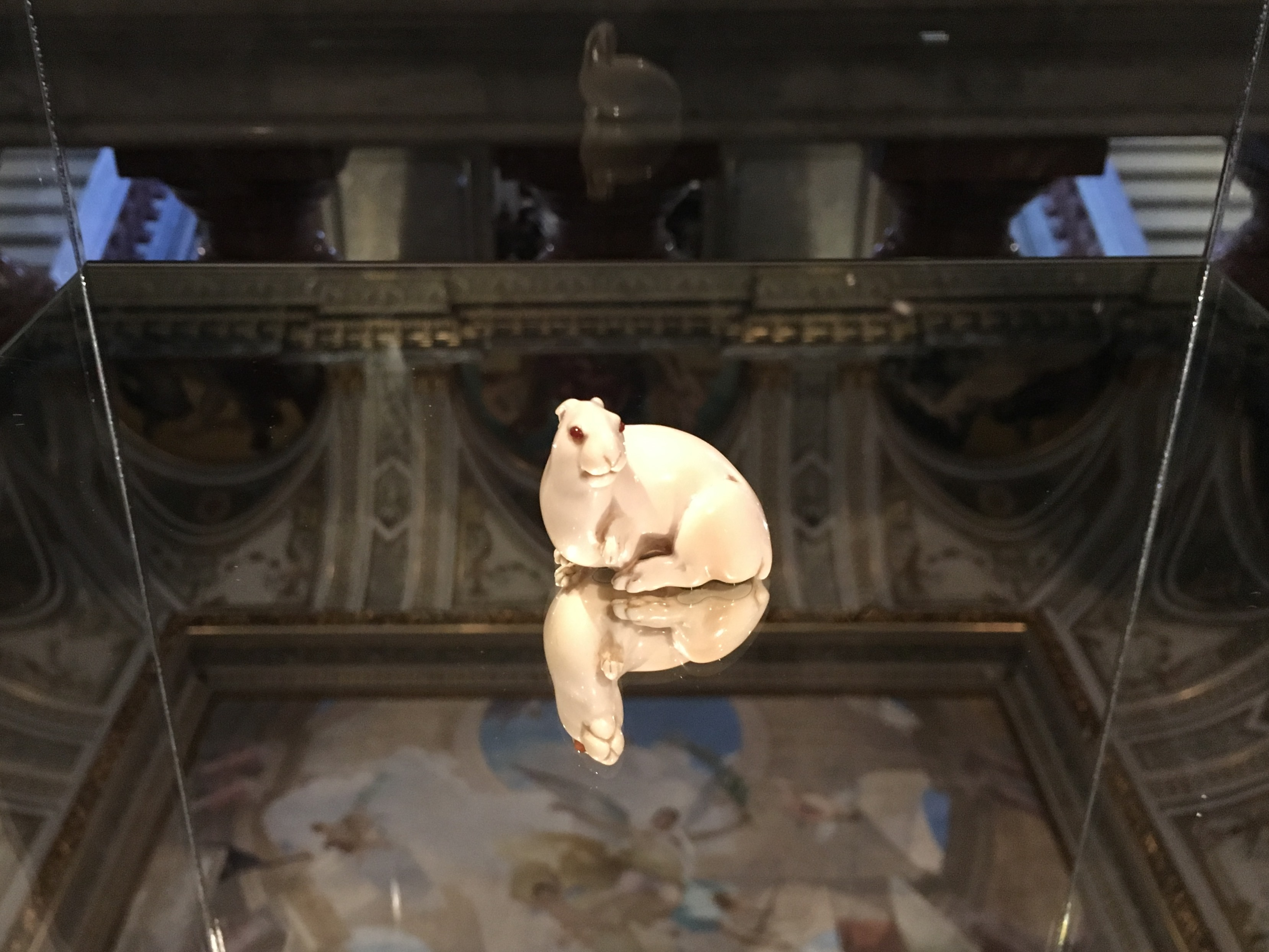
La liebre con ojos de ámbar. netsuke Masatoshi, Osaka, ca. 1880, firmado. Cuerno de búfalo de marfil y ámbar. Antigua colección Ephrussi, hoy descendiente de Edmund de Waal. Mostrado en una exposición especial en noviembre de 2016 con Edmund de Waal en el Kunsthistorisches Museum de Viena.

En 1998, De Waal publicó una monografía sobre Bernard Leach con investigaciones recopiladas mientras estudiaba en Japón. El libro desafía la comprensión pública de Leach como el gran y original interlocutor de Japón y Oriente como el alfarero del siglo XX que tradujo el misterio de Oriente a las audiencias de Occidente. La investigación de De Waal sobre Leach en Japón reveló que se asoció predominantemente con japoneses educados en Occidente, no hablaba japonés y estudió solo una gama limitada de cerámica japonesa tradicional. Debido al estatus de Leach en Occidente como el "Padre de la cerámica de estudio británica" y la influencia de sus técnicas y filosofía orientales, las opiniones de De Waal atrajeron críticas de algunos de los seguidores de Leach.
En 2010, las memorias familiares de De Waal, La liebre con ojos de ámbar, fueron publicadas, primero por Chatto & Windus en el Reino Unido y luego por Farrar, Straus y Giroux en la ciudad de Nueva York. El libro rastrea la historia de los parientes judíos de De Waal (desde su abuela paterna, Elisabeth), la rica e influyente familia Ephrussi, contando historias en torno a una colección de 264 netsuke japoneses: esculturas en miniatura de marfil y madera utilizadas tradicionalmente en el kimono de los hombres para asegurar bolsas de transporte (sagemono). La colección de netsuke fue comprada originalmente por Charles Ephrussi en París en la década de 1870, y se transmitió de generación en generación y finalmente se la dio a De Waal su tío abuelo Ignace "Iggie" Ephrussi, quien se estableció en Tokio después de la Segunda Guerra Mundial. El libro recibió elogios de la crítica y le valió a De Waal el premio Costa Book por su biografía en 2010, así como el premio Galaxy New Writer of the Year Book y el premio Ondaatje de la Royal Society of Literature. Ha vendido más de un millón de copias y ha sido publicado en más de 25 idiomas.
The Ephrussis. Travel in Time, una exposición que rodea la historia de la familia Ephrussi contada por de Waal en sus memorias familiares La liebre con ojos de ámbar, rastreando su historia desde Odesa hasta París y Viena; luego su migración como refugiados cuando la Segunda Guerra Mundial los obligó a buscar asilo en el Reino Unido, EE. UU., México, Japón y otros países, fue inaugurada en el Museo Judío de Viena en noviembre de 2019.
El segundo libro de De Waal, The White Road, fue publicado por Chatto & Windus en 2015 y se emitió en el Libro de la semana de BBC Radio 4. Sigue el viaje de De Waal para investigar la historia de la porcelana, desde la fabricada por primera vez en las colinas de Jingdezhen en China hasta los primeros fabricantes de porcelana inglesa, William Cookworthy y Josiah Wedgwood; y el desarrollo de la fabricación de porcelana en Dresde a principios del siglo XVIII durante el reinado de Augusto el Fuerte, gobernante de Sajonia, por Johann Friedrich Böttger y Ehrenfried Walther von Tschirnhaus y más tarde, en la Alemania nazi, la fabricación de porcelana Allach, un proyecto de Heinrich Himmler, dirigido por la SS con trabajadores forzados, proporcionados por el campo de concentración de Dachau.
El tercer libro de De Waal, Cartas a Camondo, fue publicado por Chatto & Windus en mayo de 2021.

## Grandes exposiciones e instalaciones
- 1995, Edmund de Waal. Egg, London.[63]
- 1999 Modern Home. High Cross House, Dartington Hall, Devon.[64]
- 2002 Porcelain Room. Geffrye Museum, London.[65]
- 2002 A Long Line West. Egg, London.[66]
- 2005 Arcanum: mapping 18th-Century European porcelain. National Museums and Galleries of Wales, Cardiff.[67]
- 2005 A line around a shadow. Blackwell, Bowness-on-Windermere, Cumbria.[68]
- 2006 Vessel, perhaps. Millgate Museum, Newark-on-Trent, Nottinghamshire.[69]
- 2007 Edmund de Waal at Kettle's Yard, MIMA and elsewhere. Kettle's Yard, Cambridge, Middlesbrough Institute of Modern Art.[70]
- 2007 A Sounding Line. Chatsworth House, Derbyshire.[71]
- 2009 Signs & Wonders. Victoria and Albert Museum, London.[72]
- 2010 From Zero. Alan Cristea Gallery (now known as Cristea Roberts Gallery), London.[73]
- 2012 Edmund de Waal at Waddesdon. Waddesdon Manor, Buckinghamshire.[74]
- 2012 a local history. Alison Richard Building, University of Cambridge.[75]
- 2012 a thousand hours. Alan Cristea Gallery (now known as Cristea Roberts Gallery), London.[76]
- 2013 On White: Porcelain stories from the Fitzwilliam Museum. Fitzwilliam Museum, Cambridge.[77]
- 2013 Atemwende. Gagosian Gallery, New York.[78]
- 2014 atmosphere. Turner Contemporary, Margate.[79]
- 2014 another hour. Southwark Cathedral, London.[80]
- 2014 Lichtzwang. Theseus Temple, Vienna.[81]
- 2015 wavespeech. A joint exhibition with David Ward. Pier Arts Centre, Orkney.[82]
- 2015 white: A Project by Edmund de Waal. Royal Academy of Arts, London.[83]
- 2016 ten thousand things. Gagosian Gallery, Beverley Hills.[84]
- 2016 Irrkunst. Galerie Max Hetzler, Berlín.[85]
- 2016 Kneaded Knowledge with Ai Weiwei. Kunsthaus Graz, Graz.[86]
- 2016 During the Night. Kunsthistorisches Museum, Vienna.[87]
- 2017 Lettres de Londres. Espace Muraille, Geneva.[88]
- 2017 Morandi / Edmund de Waal. Artipelag, Stockholm.[89]
- 2018 white island. Museo de Arte Contemporáneo de Ibiza, Ibiza.[90]
- 2018 – one way or other – Schindler House, Los Ángeles.[91]
- 2018 the poems of our climate, Gagosian Gallery, San Francisco.[92]
- 2019 breath. Ivory Press, Madrid.[93]
- 2019 psalm. Museo Ebraico di Venezia and Ateneo Veneto, Venice.[94]
- 2019 Elective Affinities. The Frick Collection, New York.[95]
- 2019 a sort of speech. Galerie Max Hetzler, Berlín.[96]
- 2019 im Goldhaus. Porzellansammlung, Staatliche Kunstsammlungen, Dresde.[97]
- 2019 Library of Exile. Japanisches Palais, Staatliche Kunstsammlungen, Dresde.[98]
- 2020 Library of Exile. The British Museum, London.[99]
- 2020 some winter pots. Gagosian Gallery, London.[100]
- 2020 tacet. New Art Centre, Salisbury.[101]
- 2020 cold mountain clay. Gagosian Gallery, Hong Kong.[102]
- 2021 This Living Hand: Edmund de Waal presents Henry Moore. Henry Moore Studios & Gardens, Perry Green.[103]
- 2021-2022 Hare With Amber Eyes.[104]

## Premios y honores
- 1991–1993 Beca de la Fundación Daiwa Anglo-Japonesa.[105]
- 1996 Miembro de la Royal Society of Arts.
- 1999–2001 Beca de investigación especial The Leverhulme Trust.[6]
- 2003 Medalla de Plata, Exposición Mundial de Cerámica, Corea.[106]
- 2009 Miembro honorario, Trinity Hall, Universidad de Cambridge.
- 2011 Título honorario de la Universidad de las Artes Creativas.[107]
- 2011 Costa Book Awards, ganador (Biografía), La liebre de ojos de ámbar.[108]
- 2011 Premio Ondaatje de la Real Sociedad de Literatura, ganador, La liebre con ojos de ámbar.
- 2011 Orden del Imperio Británico (OBE) al Servicio de las Artes.
- Desde 2011 hasta la actualidad, administrador del Victoria and Albert Museum, Londres.
- 2012 Senior Fellowship Royal College of Art, Londres.
- 2013 Doctorado honoris causa en Letras Universidad de Sheffield.[109]
- 2013 Doctorado Honorario Universidad de las Artes, Londres.
- 2014 Doctorado Honorario de la Universidad Christ Church de Canterbury.
- 2014 Doctorado honoris causa, Universidad de Nottingham.[110]
- Premio de literatura de no ficción Windham-Campbell 2015.[111]
- 2016 Doctorado honoris causa, Universidad de York.[112]
- Medalla de la Semana de la Artesanía de Londres 2017.[113]
- 2019 Harman/Eisner Artista en Residencia en el Programa de Artes del Instituto Aspen.[114]
- 2021 Miembro de la Royal Society of Literature.[115]

De Waal fue nombrado Oficial de la Orden del Imperio Británico (OBE) en 2011 y Comandante de la Orden del Imperio Británico (CBE) en los Honores de Cumpleaños de 2021,  ambos por sus servicios a las artes.

### Libros
- Letters to Camondo London: Chatto & Windus. 2021. ISBN 9781784744311
- The White Road. London / New York: Chatto & Windus / Farrar, Straus & Giroux. 2015. ISBN 978-0-701187705
- Edmund de Waal. London: Phaidon Press. 2014. ISBN 978-0-714867038
- The Pot Book. London: Phaidon Press. 2011. ISBN 978-0-714847993
- La liebre con ojos de ámbar (The Hare with Amber Eyes: a hidden inheritance. London / New York:  Chatto & Windus / Farrar, Straus & Giroux. 2010. ISBN 978-0099539551)
- Rethinking Bernard Leach: Studio Pottery and Contemporary Ceramics, with Kenji Kaneko. Kyoto: Shibunkaku Publishing. 2007.[117] ISBN 9784784213597
- 20th Century Ceramics. London: Thames and Hudson. 2003. ISBN 978-0-500203712
- Design Sourcebook: Ceramics. London: New Holland Publishers. 1999. ISBN 9781780091334
- Bernard Leach. London: Tate Publishing. 1998.[118] ISBN 978-1-849760430

### Catálogos
- elective affinities. New York, USA. The Frick Collection. 2019. ISBN 9780912114774
- breath. Madrid, Spain. Ivorypress. 2019.[119]
- wavespeech. Bath, UK: Wunderkammer Press. 2018. ISBN 978-0-9935511-1-6
- Edmund de Waal / Morandi. Stockholm, Sweden: Artipelag. 2017. ISBN 978-91-980428-9-4
- Kneaded Knowledge. Cologne, Austria: Universalmuseum Joanneum, Graz. 2016. ISBN 978-3-96098-031-5
- During the Night. Vienna, Austria: Kunsthistorisches Museum. 2016. ISBN 978-3-99020-122-0
- Irrkunst. Berlin, Germany: Galerie Max Hetzler. 2016. ISBN 978-3-935567-88-6
- ten thousand things. Beverly Hills, CA: Gagosian Gallery. 2016. ISBN 978-0-8478-4926-0[120]
- atmosphere. Margate, UK: Turner Contemporary. 2014. ISBN 978-1938748011
- Atemwende. New York: Gagosian Gallery. 2013. ISBN 978-1935263852
- a thousand hours. London: Alan Cristea Gallery. 2012.
- Edmund de Waal at Waddesdon Manor. Buckinghamshire: Waddesdon. 2012.
- From Zero. London: Alan Cristea Gallery. 2010.
- Signs & Wonders. London: Victoria & Albert Museum. 2009.
- Edmund de Waal at Kettle's Yard, MIMA and elsewhere. Cambridge / Middlesbrough Institute of Modern Art, Middlesbrough: Kettle’s Yard. 2007.
- Arcanum: mapping 18th-century European porcelain. Cardiff: National Museums and Galleries of Wales. 2005.
- Edmund de Waal: A line around a shadow. Bowness-on-Windemere: Blackwell House: The Arts & Crafts House. 2005.
- A Secret History of Clay: From Gauguin to Gormley. Liverpool: Tate. 2004.
- Modern Home. Dartington Hall, Devon: High Cross House. 1999.[121]